# جون ماكدونالد (راكب الكنو)
جون ماكدونالد (بالإنجليزية: John MacDonald)‏ هو راكب الكنو نيوزيلندي، ولد في 9 ديسمبر 1965.

## وصلات خارجية
- جون ماكدونالد على موقع أوليمبيديا (الإنجليزية)